# Southworth & Hawes
|                      |  |                         |
| Josiah Johnson Hawes |  | Albert Sands Southworth |

Southworth & Hawes was de eerste professionele fotostudio in Amerika, gevestigd te Boston, van 1843 tot 1863. De oprichters en eigenaren waren Albert Sands Southworth (1811–1894) en Josiah Johnson Hawes (1808-1901). De firma maakte vrijwel uitsluitend daguerreotypieën.

## Geschiedenis
Hawes begon zijn loopbaan als portretschilder, Southworth was een leerling en medewerker van Samuel Morse, die hem de techniek van daguerreotyperen leerde. 

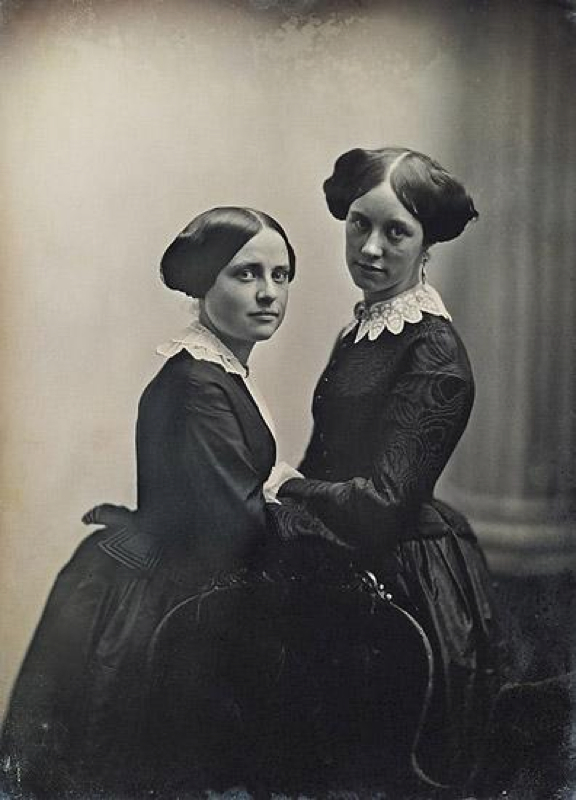
Twee poserende vrouwen, 1850

In 1843 begonnen Southworth en Hawes samen een portretstudio op de bovenste verdieping van een gebouw te Boston, om voldoende lichtinval te kunnen krijgen voor hun opnames. Binnen uiterst korte tijd wisten ze de techniek op een ongekend niveau te krijgen, mede door de grote drang tot perfectie van Southworth. De zorgvuldige belichting, de harmonieuze poses, het brede tonenscala en de aandacht voor details, waren vooral het werk van de meer artistieke Hawes. De fotoportretten van Southworth & Hawes hadden een geheel eigen stijl en kenmerkten zich door een zekere ongedwongenheid van de modellen, met opvallend veel aandacht voor karakteruitdrukking.
In de loop van hun twintigjarig bestaan bouwde Southworth & Hawes een grote naam op in de Verenigde Staten. Tal van belangrijke Amerikanen werden in de studio geportretterd, waaronder Louisa May Alcott, William Ellery Channing, Ralph Waldo Emerson, William Lloyd Garrison, Sam Houston, Jenny Lind, Henry Wadsworth Longfellow, Lola Montez, Harriet Beecher Stowe, Daniel Webster en John Greenleaf Whittier. 
Behalve portretten legde Southworth & Hawes zich ook als een der eerste toe op de zogenaamde 'ooggetuigenfotografie', met als doel belangrijke gebeurtenissen vast te leggen. Zo zouden ze in 1847 een van de eerste operaties onder verdoving in het Massachusetts General Hospital documenteren. Omdat Hawes niet tegen bloed kon, waren beide fotografen echter niet bij de operatie zelf aanwezig, maar werd het tafereel kort daarna nog een keer nagespeeld: het eerste voorbeeld van 'fotobedrog' van de vele die nog zouden volgen.

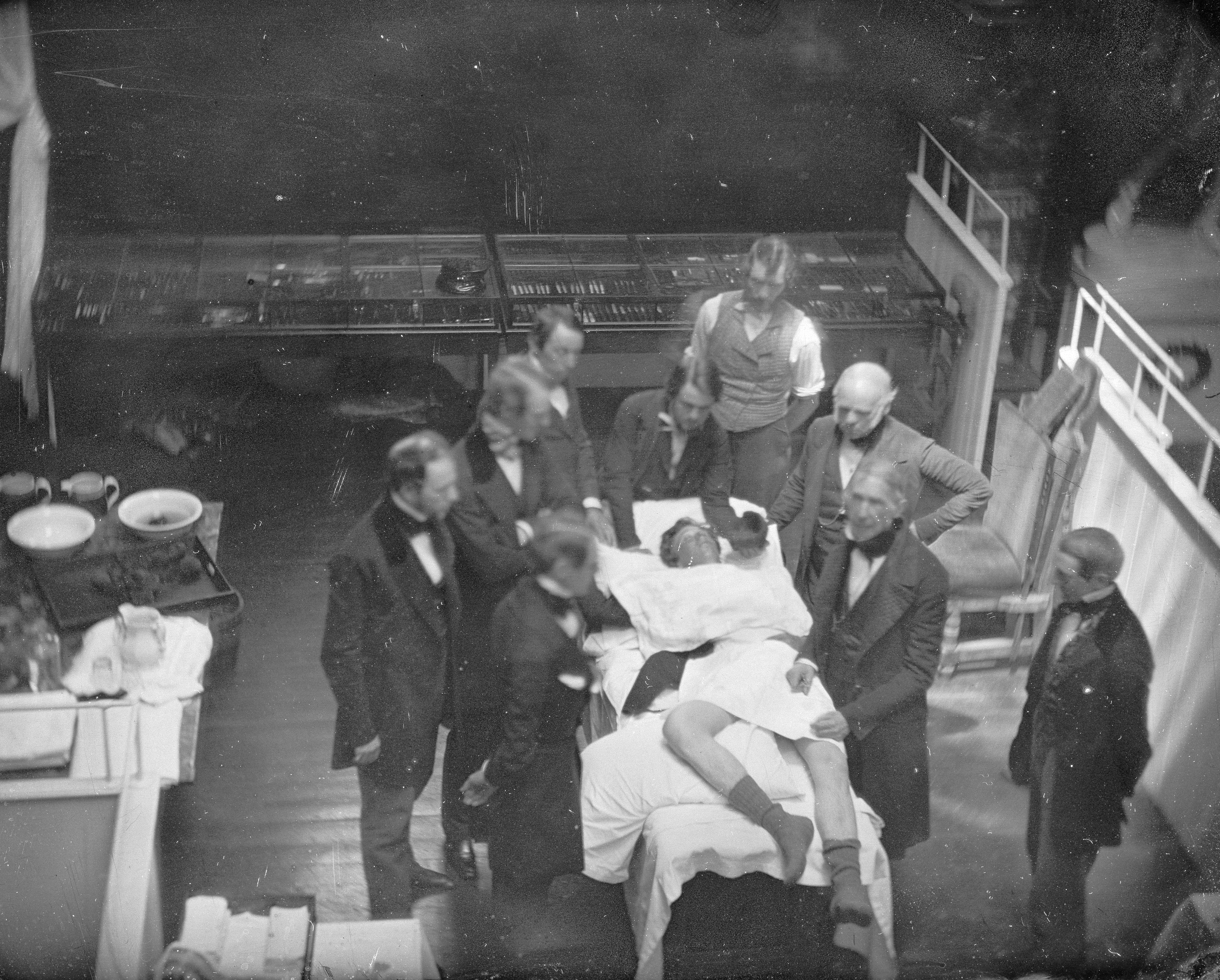
De eerste operatie met ether, 1847

In 1863 werd het partnerschap tussen Southworth en Hawes beëindigd. Southworth trok zich geleidelijk terug uit de fotografie, maar Hawes zou nog tot op hoge leeftijd doorgaan met fotograferen. Hawes zou ook tot aan het einde van zijn leven het enorme archief van Southworth & Hawes beheren, maar tijdens de Grote Depressie in de jaren dertig viel het archief alsnog uit elkaar. Aanzienlijke collecties bevinden zich momenteel in het George Eastman House, het Metropolitan Museum of Art en het Museum of Fine Arts, Boston. In 1999 werden bij Sotheby's 240 daguerreotypieën uit de nalatenschap van David Feigenbaum geveild voor een recordbedrag van in totaal 3,3 miljoen dollar.